# آلباتروس ال۱۰۰
آلباتروس ال۱۰۰ (به انگلیسی: Albatros_L_100) یک هواگرد از نوع هواپیمای ورزشی ساخت شرکت آلباتروس فلوکتسایک‌ورک در آلمان است. هواگرد آلباتروس ال۱۰۰ نخستین پروازش را در ۱۹۳۰ میلادی انجام داد. در مجموع، تعداد ۱ فروند از این هواگرد ساخته شده‌است.